# Hymedesmia mutabilis
Hymedesmia mutabilis är en svampdjursart som beskrevs av Topsent 1904. Hymedesmia mutabilis ingår i släktet Hymedesmia och familjen Hymedesmiidae. Utöver nominatformen finns också underarten H. m. costata.